# Schwarzkehl-Fruchttaube

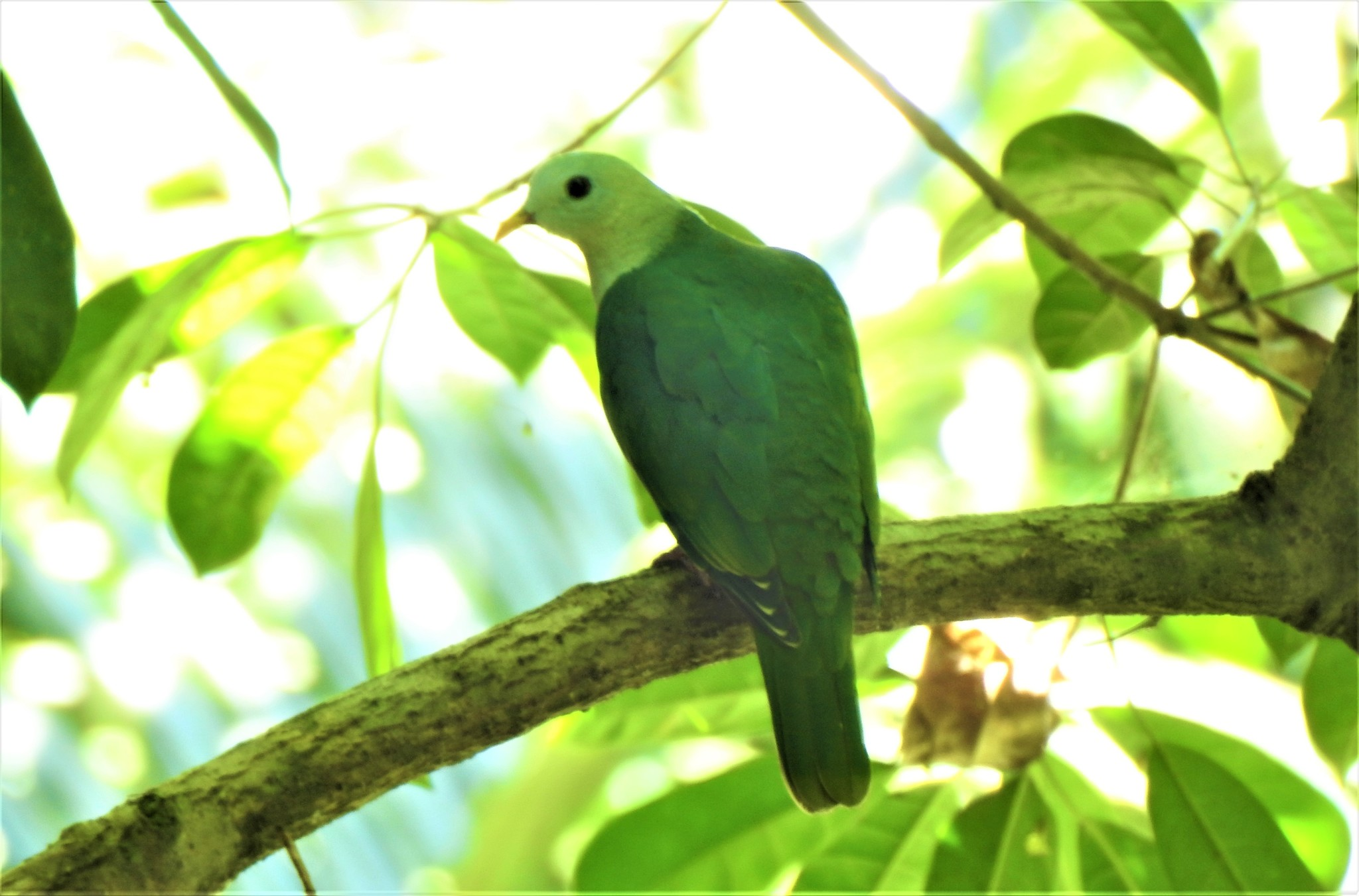
Schwarzkehl-Fruchttaube

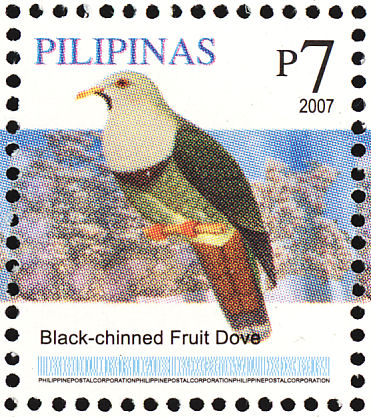
Schwarzkehl-Fruchttaube, Männchen auf einer Briefmarke der Philippinen

Die Schwarzkehl-Fruchttaube (Ptilinopus leclancheri), auch Schwarzkinn-Fruchttaube genannt, ist eine mittelgroße Art der Taubenvögel, die zu den sogenannten Fruchttauben zählt. Sie weist das für Flaumfußtauben typische kontrastreiche Gefieder auf und kommt auf einigen philippinischen Inseln sowie im Süden von Taiwan vor.
Die Bestandssituation der Schwarzkehl-Fruchttaube wurde 2016 in der Roten Liste gefährdeter Arten der IUCN als „Least Concern (LC)“ = „nicht gefährdet“ eingestuft.

## Erscheinungsbild
Die Schwarzkehl-Fruchttaube erreicht eine Körperlänge von 27 Zentimeter. Sie ist damit eine mittelgroße Taube mit einem vergleichsweise langen Schwanz, die etwas kleiner ist als eine Lachtaube. Auf den Schwanz entfallen zwischen 8,5 und 9,2 Zentimeter. Der Schnabel ist zwischen 1,5 und 1,7 Zentimeter lang. Der Geschlechtsdimorphismus ist ausgeprägt.

### Erscheinungsbild des Männchens
Der Kopf ist silbergrau, der Nacken und der Hals sind grünlich grau. Der Mantel und die kleinen Flügeldecken sind leuchtend grün. Die übrigen Flügeldecken sind etwas heller, Die Armschwingen und die Handschwingen sind etwas heller, die Handschwingen weißen an den Spitzen und den Innenfahnen zunehmend schwärzlich. An den Außenfahnen sind die Schwungfedern blass gelb gesäumt. Der Rücken und die Oberschwanzdecken sind leuchtend grün. Die äußeren Steuerfedern sind etwas dunkler und blauer und weisen ein graugrünes Endband auf.
Das Kinn ist schwarz und kontrastiert mit der aschgrauen Kehle und Ohrdecken. Die Brust ist etwas dunkler grau und gleich grünlich-gelb überwachen. Sie ist am anderen Ende durch ein breites, sehr dunkles schwarzbraunes Band abgegrenzt. Der Bauch ist graugrün. Die Flanken sind von einem intensiveren Grün, der Bürzel dagegen heller. Die Unterschwanzdecken sind dunkel rotbraun. Die Iris ist leuchtend rot bis orangebraun, der Schnabel ist leuchtend gelb bis orangegelb mit einer kräftig roten Basis am Unterschnabel. Die Füße sind leuchtend rot.

### Erscheinungsbild der Weibchen und Jungvögel
Das Weibchen hat einen grünlichen Kopf, Hals und Brust. Der Vorderkopf und die Zügel sind etwas heller und gräulicher. Das dunkelbraune Brustband ist auf einige wenige dunkle Federn begrenzt. Die Unterschwanzdecken sind hell zimtbraun.
Die Jungvögel gleichen den Weibchen, bei ihnen ist das Kinn jedoch noch blass, der Kinnfleck fehlt und bei den Männchen auch das dunkle Brustband.

## Verwechslungsmöglichkeiten
Im Verbreitungsgebiet der Schwarzkehl-Fruchttaube kommen zwei weitere Arten der Flaumfußtauben vor.
Die Merrill-Fruchttaube ist deutlich größer und hat keinen schwarzen Kinnfleck. Der Bauch ist cremefarben. Auf den Steuerfedern fehlt das graue Endband. Die Schwarznacken-Fruchttaube ist kleiner und kompakter gebaut. Bei dem Männchen ist nur der Kopf blaugrau. Das Kinn ist blassgelb, im Nacken hat diese Taubenart einen schwarzen Fleck.

## Verbreitungsgebiet
Die Schwarzkehl-Fruchttaube hat ein sehr großes Verbreitungsgebiet und kommt auf einer großen Anzahl philippinischen Inseln sowie im Süden von Taiwan vor.
Zum philippinischen Verbreitungsgebiet gehören die Inseln Bantayan, Banat, Biliran, Bohol, Bad, Bursa, Busuanga, Cagayancillo, Calagna-an, Calauit, Cagayan, Camigiuin Norte, Catanduanes, Cebu, Culion, Guimaras, Leyte, Luzon, Labung, Mindanao, Mindoro, Negros, Palawan, Panay, Polillo, Pujeda, Romblon, Sabtang, Samar, Semirara, Siargao, Sibuyan, Sicogon, Siquijor, Tablas und Ticao.
Neben dem Süden Taiwans kommt sie außerdem auf Tainan, Hsien, Hengchan und Lanyu vor. In Taiwan ist die Schwarzkehl-Fruchttaube sehr selten und möglicherweise lediglich ein Irrgast. Auf Cebu ist die Taube wahrscheinlich mittlerweile ausgestorben.
Der Lebensraum der Schwarzkehl-Fruchttauben sind sowohl Primär- als auch Sekundärwälder im Flachland und in Höhenlagen bis 700 Meter.

## Lebensweise
Schwarzkehl-Fruchttauben kommen in reichhaltig fruchttragenden Bäumen gelegentlich in kleinen Trupps vor, sie lebt aber gewöhnlich einzelgängerisch oder paarweise. Sie hält sich fast ausschließlich in Baumkronen auf und pickt dort Früchte direkt von den Ästen. Sie ist generell eine eher heimlich lebende Art.
Sie brütet im Zeitraum März bis Juli. Das Nest ist eine taubentypische lose Plattform aus kleinen Ästchen, die auf einem waagrechten Ast 1,5 bis 4,5 Meter oberhalb des Erdboden errichtet wird. Das Gelege besteht aus einem einzelnen Ei.

## Systematik
Die IUCN führt die Schwarzkehl-Fruchttaube in der Gattung Ramphiculus, nach Avibase ist diese Zuordnung nicht allgemein anerkannt.

## Haltung
Die Schwarzkehl-Fruchttaube wurde erstmals 1965 in die USA eingeführt. Die Erstzucht gelang in Kalifornien.